# Sponvika
Sponvika este o localitate din comuna Halden, provincia Østfold, Norvegia, cu o suprafață de 0,39 km² și o populație de 501 locuitori (2013).